# Оскар Прусский
Оскар Карл Густав Адольф (нем. Oskar von Preußen; 27 июля 1888[…], Мраморный дворец в Потсдаме, Потсдам, Германская империя — 27 января 1958[…], Мюнхен, Бавария, ФРГ) — принц Прусский, пятый сын германского императора Вильгельма II и императрицы Августы Виктории. Генерал-майор германской армии и 35-й херренмейстер ордена иоаннитов.

## Биография

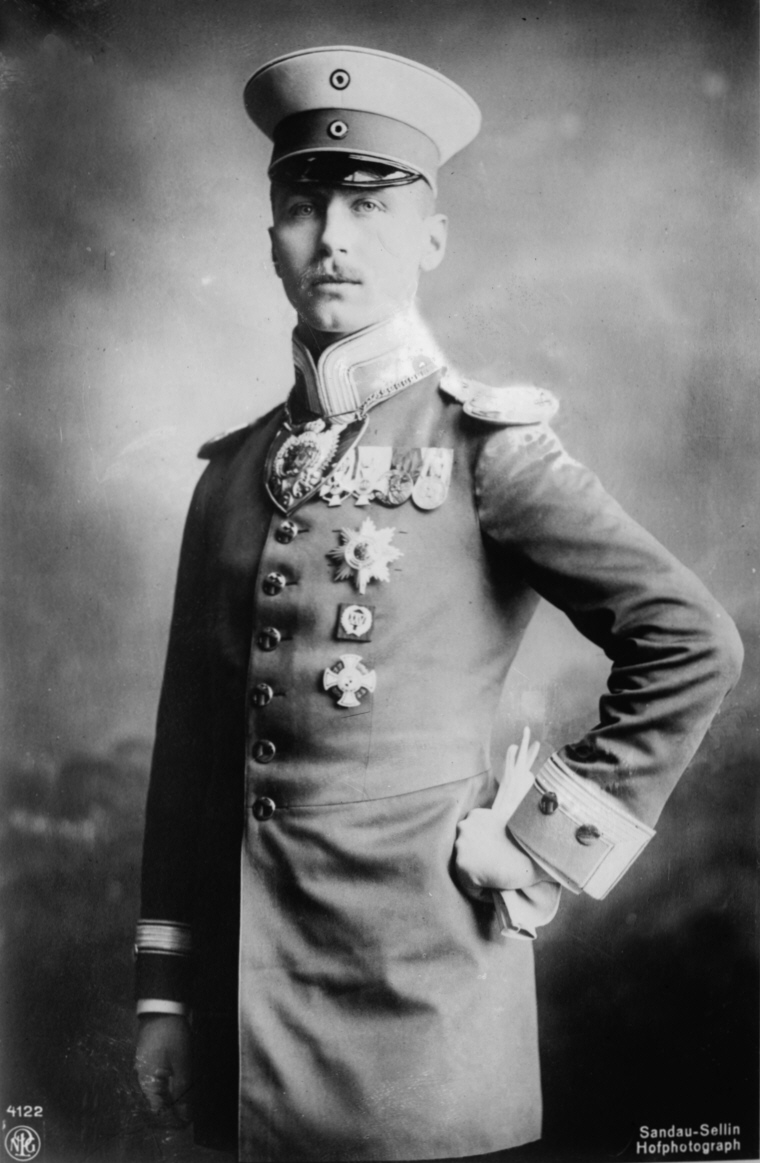
Оскар Карл Густав Адольф (принц прусский)

Как и все прусские принцы обучался в Плёне. 31 июля 1914 года женился на графине Инне фон Бассевиц. Брак был морганатическим, поэтому дети (3 сына и одна дочь) поначалу не могли быть претендентами на прусский престол. Участник Первой мировой войны, в составе 7-го прусского гренадерского полка принимал участие в боевых действиях. В первые месяцы Первой мировой войны он командовал гренадерским полком «Кениг Вильгельм I.» в поле в качестве полковника. Будущий ас-истребитель Манфред фон Рихтгофен (Красный Барон) был свидетелем атаки 22 августа 1914 года на Виртон, Бельгия, и писал о храбрости Принца Оскара и его вдохновляющем руководстве перед своим полком, когда они вступали в бой. За это действие Оскар получил Железный крест второго класса. Месяц спустя, в Вердене, Оскар снова повел своих солдат в успешную атаку и был награжден Железным крестом первого класса. После этого действия он потерял сознание, и его пришлось вывести с поля боя. Награжденный нагрудным знаком «За ранение», он провел большую часть осени 1914 года, выздоравливая от сердечного заболевания. В конце концов он вернулся в строй и служил на Восточном фронте, где снова был награжден знаком «За ранение». После войны состоял в «Стальном шлеме» и других военных союзах. 
В начале 1920-х его имя значилось среди других членов генерального штаба или королевской семьи, обвиняемых в военных преступлениях, и было осуждено в прессе за подачу заявления на пенсию полковника от Веймарской республики. С 1927 года — херренмейстером ордена иоаннитов, на этой должности и оставался до своей смерти. Сумел воспрепятствовать попыткам нацистов уничтожить орден.
В 1930-х годах, когда семья Гогенцоллернов пылала надеждой, что вновь сможет править Германией благодаря Национал-социализму, Оскар был солидарен со своей семьёй, хоть и являлся ярым противником нацизма; в конечном итоге его назначили Генерал-майором «доступному для назначения». С 1932 года стал членом совета директоров Немецкой национальной народной партии. К началу Второй мировой войны имел звание генерал-майора, однако под давлением Гитлера подал в отставку 1 марта 1940 года. Когда семья потеряла расположение Гитлера, за исключением среднего брата Оскара, Августа Вильгельма Прусского, стало очевидно, что восстановления монархии с помощью нацистов не будет. 
После ранней смерти на полях сражений, в Польше в сентябре 1939 года, сына Оскар Вильгельм Карл Ганс Куно и его племянника Вильгельм Прусский, умер от ран, полученных во Франции в мае 1940 года, немецкий народ питал вновь обретенное чувство к королевская семья в условиях тоталитарного режима нацистской Германии. Как следствие, большинство членов королевской семьи, служащих в немецких вооруженных силах, похоже, лишились своего положения, включая Принца Оскара.
Умер Оскар Карл Густав Адольф  27 января 1958 года в Мюнхене от рака желудка и был похоронен в замке Гогенцоллерн.

## Семья

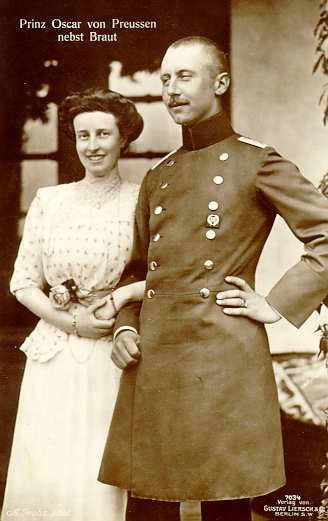
Принц Оскар с супругой Инной Марией, 1914 год

- Принц Оскар с супругой Инной Марией, 1914 годОскар Вильгельм Карл Ганс Куно, принц Прусский (12 июля 1915 — 5 сентября 1939) — обер-лейтенант резерва вермахта. Участник Польской кампании, командир взвода 6-й роты 51-го пехотного полка 18-й пехотной дивизии. Погиб в бою. Был похоронен в Сыцуве, в 1996 году перезахоронен в Потсдаме.[4] Женат не был. Детей не имел.
- Бурхард Фридрих Макс Вернер Георг, принц Прусский (8 января 1917 — 12 августа 1988). Супруга с 1961 года, графиня Элеонора фон Фуггер-Бабенхаузен (1925—1992). Детей у них не было.
- Инна Мария София Шарлотта, принцесса Прусская (25 декабря 1918 — 22 марта 1989). Супруг с 1938 года, принц Карл фон Бирон (1907—1982). Супруги имели 3 детей.
- Вильгельм Карл Адальберт Эрих Детлов, принц Прусский (30 января 1922 — 9 апреля 2007). Супруга с 1952 года, Армгард фон Фельтхайм (1926—2019). Супруги имели 3 детей.

## Ордена и награды

### Германская империя

##### Пруссия
- Магистр рыцарей Ордена Иоганнитера (1926–1926–1958)
- Рыцарь Черного Орла , с воротником
- Большой крест Красного орла , с короной
- Рыцарь прусской короны , 1-й класс
- Железный крест , 2-й класс, 22 августа 1914 г. (Виртон); 1-й класс, 24 сентября 1914 г. (Верден)
- Знак за ранение , сентябрь 1914 г. (Виртон); 7 февраля 1916 г. (Русский фронт)
- Великий командующий Орденом Королевского Дома Гогенцоллернов с мечами

##### Гогенцоллернов
- Почетный крест ордена Княжеского дома Гогенцоллернов , 1-го класса

##### Анхальт
- Фридрих Кросс

##### Баден
- Рыцарь Ордена верности Дома , 1908
- Крест военных заслуг

##### Бавария
- Рыцарь Святого Хуберта
- Кавалер ордена за военные заслуги , с короной

##### Брауншвейг
- Крест за военные заслуги

##### Гамбург
- Ганзейский крест

##### Липпе-Детмольд
- Крест за военные заслуги

##### Мекленбург
- Большой крест вендианской короны с короной из руды
- Бронзовая медаль за заслуги перед войной (Шверин)
- Крест за боевые отличия 2-й степени (Стрелиц )

### Нацистская Германия
- Почётный крест ветерана войны с мечами[5]
- Пряжка к Железному кресту 2-го класса[5]